# L'Institut de soins de santé pour la mère et l'enfant de Serbie Dr. Vukan Čupić
 (novembre 2024).

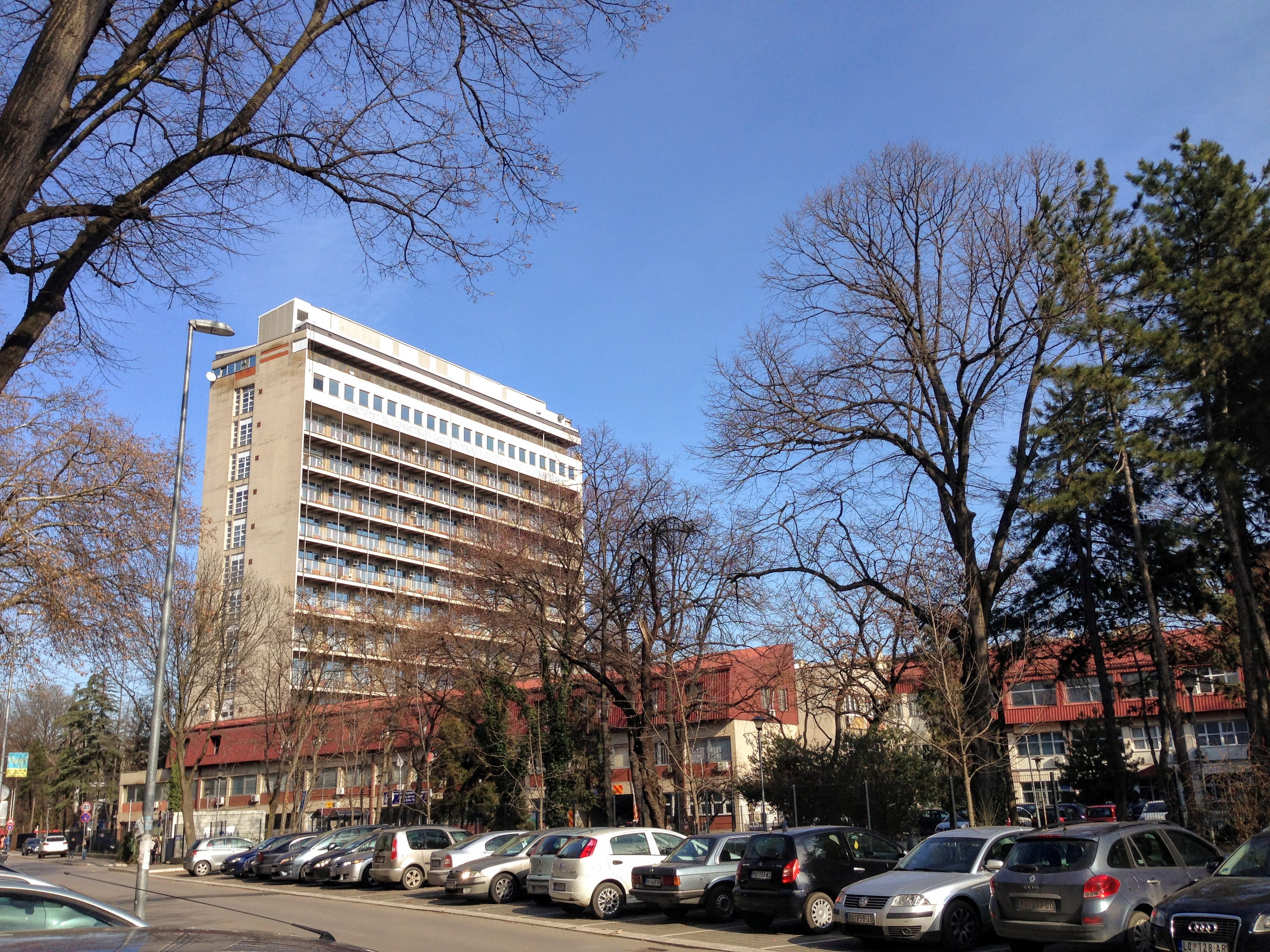

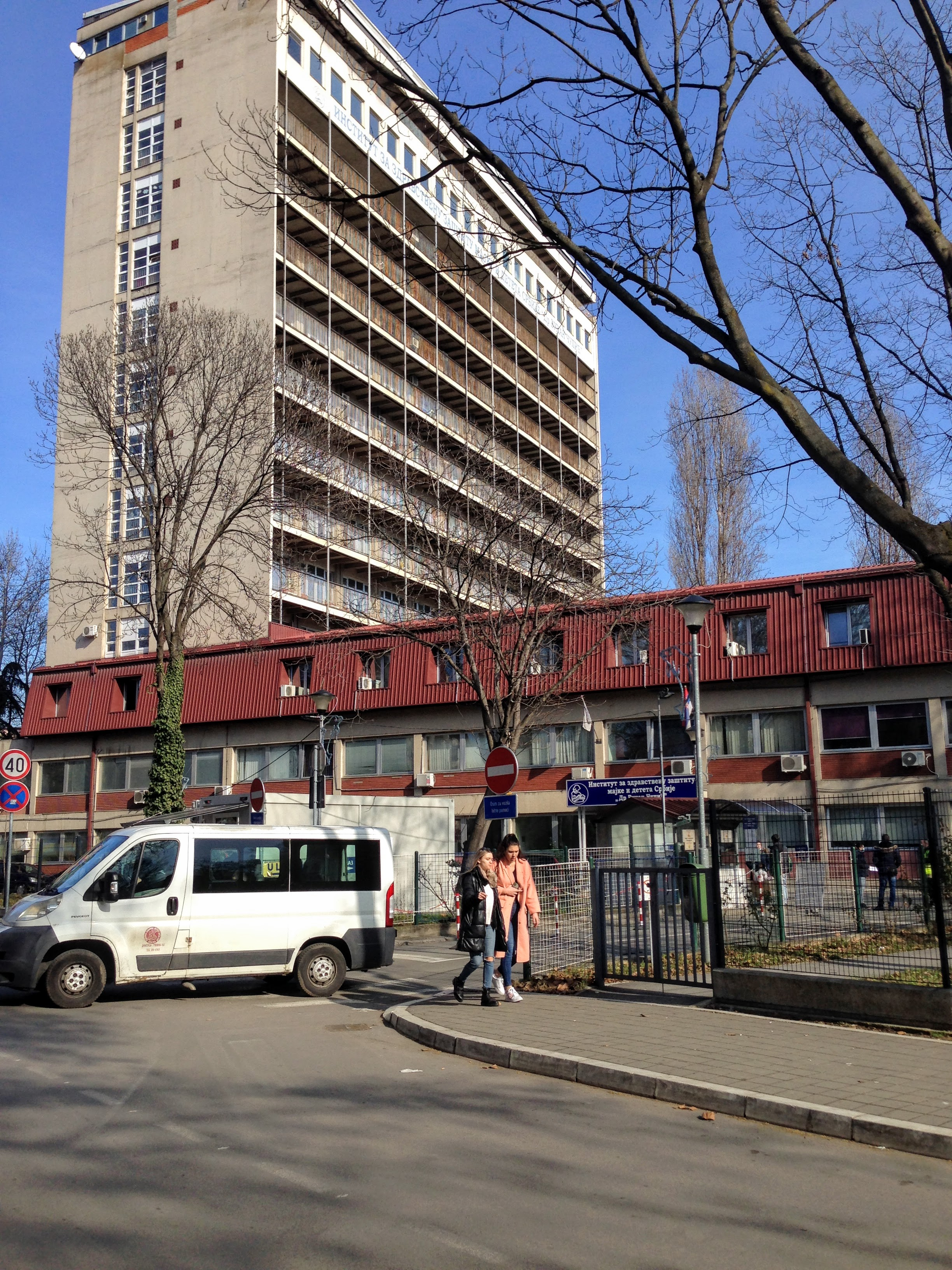

L'Institut de soins de santé pour la mère et l'enfant de Serbie Dr. Vukan Čupić est un centre médical situé à Belgrade, dans la municipalité de Novi Beograd. Il s'agit de l'un des plus grands et des plus importants hôpitaux pédiatriques de la région. Fondé en 1950 par un décret du gouvernement de la république populaire de Serbie (alors partie de la RFY Yougoslavie), il avait pour mission d'organiser et de développer un réseau national d'établissements de santé dédiés aux femmes en âge de procréer, ainsi qu'aux enfants d'âge préscolaire et scolaire,.

## Informations générales
L'Institut de soins de santé pour la mère et l'enfant de Serbie Dr. Vukan Čupić a été créé en 1950 par un décret du gouvernement de la république populaire de Serbie. Son objectif était d'organiser et de développer un réseau national d'établissements de santé destinés aux femmes en âge de procréer, ainsi qu'aux enfants d'âge préscolaire et scolaire.
En 1993 et 1995, par décision du ministère de la Santé de la république de Serbie, l'Institut est devenu une institution nationale de référence pour les soins de santé des femmes en âge de procréer ainsi que des enfants d'âge préscolaire et scolaire.
L'Institut porte le nom de Vukan Čupić, un médecin serbe et directeur de longue date de l'établissement.

## Structure de l'Institut
L'Institut se compose de sept unités organisationnelles :
1. Clinique Pédiatrique
2. Clinique de chirurgie pédiatrique
3. Service de reproduction humaine
4. Centre national de planification familiale
5. Service de la recherche scientifique et des activités éducatives
6. Service d'organisation, de planification, d'évaluation et d'informatique médicale
7. Service des affaires non médicales

L'Institut est situé à son emplacement actuel depuis 1974. Il sert de base d'enseignement pour la Faculté de médecine de Belgrade, formant les futurs médecins généralistes, pédiatres, chirurgiens pédiatriques, gynécologues et anesthésistes. La présidente du Comité d'éthique de l'Institut est la Dre Katarina Sedlecki, gynécologue-obstétricienne du Centre national de planification familiale.
Le président du Conseil d'administration de l'Institut est le Dr Dušan Jovanović, chirurgien à la Clinique de chirurgie d'urgence du Centre clinique de Serbie. Le président du Conseil de surveillance de l'Institut est Miloš Čavić, avocat au Service juridique, des ressources humaines et des affaires générales.
Le directeur de l'Institut est le Dr Radoje Simić, professeur associé et chirurgien pédiatrique. Il est également chef du Département de chirurgie plastique et reconstructive et des brûlures. Le directeur adjoint de l'Institut est le Prof. Dr Vladislav Vukomanović, pédiatre et cardiologue, chef de la Clinique pédiatrique et du Département de diagnostic invasif et de cardiologie interventionnelle, ainsi que du Département d'examen et de traitement des maladies du cœur et des vaisseaux sanguins.

## Dons et soutien
- En 2015, le couple défunt Đuro et Ilinka Trifunović, résidents du Canada, a légué un million de dollars canadiens à l'Institut par testament. Cette donation importante a permis de rénover trois départements de l'Institut, notamment les laboratoires de troubles métaboliques, de microbiologie et de pathologie.
- En 2015, le ministère de la Santé de Serbie a investi sept millions et demi de dinars dans la reconstruction du département d'hématologie-oncologie, apportant ainsi un soutien supplémentaire à l'Institut[4].
- La Fondation Méridien Du Cœur avec Amour accorde depuis des années une attention particulière à l’Institut pour la Mère et l’Enfant, notamment lors des campagnes du 8 mars. Selon Stefan Glavaš, représentant de la Fondation Méridien, l'objectif de cette tradition est de fournir un soutien continu à l'Institut et de contribuer à son bon fonctionnement. En 2024, la Fondation a fait don de purificateurs d’air et d’appareils de climatisation pour plusieurs services de l’hôpital. De plus, l'Institut a reçu la visite de Vaso Bakochević et du joueur de basket-ball de l'Étoile Rouge, Trey Tompkins[5].
- En 2023, DM Serbie a fait don d'équipements médicaux d'une valeur de 13 635 695,19 dinars à l'Institut. Le don comprend des appareils de diagnostic et de traitement, ainsi que des unités de climatisation pour améliorer les conditions de vie des patients et du personnel.
- En 2024, Laguna, dans le cadre des célébrations de son 25e anniversaire, a réorienté les fonds destinés à la célébration du jubilé vers des fins humanitaires. En collaboration avec la Fondation NORBS Plus, un polysomnographe a été acheté pour l'Institut. Cet appareil est essentiel pour diagnostiquer les troubles respiratoires du sommeil[6].
- Đorđe Mitrović, jeune écrivain et personne handicapée, a organisé une campagne humanitaire en collaboration avec la Human Heart Foundation pour collecter du matériel pour l'Institut de soins de santé maternelle et infantile de Serbie « Dr. Vukan Čupić ». La valeur du don était de 420 000 dinars. Đorđe a récolté 140 000 dinars grâce à la vente de son premier livre Wooden Dolls, tandis que les fonds restants ont été collectés par ses amis de Prokuplje. Des équipements médicaux, notamment des fauteuils roulants, des instruments, des sacs à dos et des fournitures de premiers secours, ont été achetés avec les fonds[7].